# Andorra ai XIII Giochi paralimpici invernali
Andorra ha partecipato ai XIII Giochi paralimpici invernali di Pechino, in Cina, in programma dal 4 al 13 marzo 2022, con una delegazione di 1 atleta in 1 sport.

## Partecipanti
- Sci alpino: 1 atleta

## Sci alpino
Uomini
| Atleta     | Evento                                  | Tempo     | Tempo     | Tempo   | Posizione |
| Atleta     | Evento                                  | 1ª manche | 2ª manche | Totale  | Posizione |
| ---------- | --------------------------------------- | --------- | --------- | ------- | --------- |
| Roger Puig | Discesa libera Ipovedenti e non vedenti | N.D.      | N.D.      | 1'25"17 | 29º       |
| Roger Puig | Supercombinata Ipovedenti e non vedenti | 1'14"07   | 57"12     | 2'11"19 | 23º       |
| Roger Puig | Super-G Ipovedenti e non vedenti        | N.D.      | N.D.      | dnf     | dnf       |
| Roger Puig | Slalom gigante Ipovedenti e non vedenti | 1'03"88   | 1'01"73   | 2'05"61 | 17º       |
| Roger Puig | Slalom Ipovedenti e non vedenti         | 48'12"    | dnf       | dnf     | dnf       |